# Colmar-Berg (stacja kolejowa)
Colmar-Berg (luks: Gare Colmar-Berg) – stacja kolejowa w Colmar-Berg, w Luksemburgu. Została otwarta w 1862 roku przez Chemins de fer de l’Est, operatora Société royale grand-ducale des chemins de fer Guillaume-Luxembourg.
Obecnie jest stacją Société Nationale des Chemins de Fer Luxembourgeois (CFL), obsługiwaną przez pociągi Regionalbahn (RB).

## Położenie
Znajduje się na linii 10 Luksemburg – Troisvierges, w km 43,232, na wysokości 204 m n.p.m., pomiędzy stacjami Cruchten i Schieren.

## Linie kolejowe
- 10 Luksemburg – Troisvierges